# Ґалев (Турецький повіт)
Ґалев (пол. Galew) — село в Польщі, у гміні Брудзев Турецького повіту Великопольського воєводства.
Населення — 371 особа (2011).
У 1975-1998 роках село належало до Конінського воєводства.

## Демографія
Демографічна структура станом на 31 березня 2011 року:
|          | Загалом | Допрацездатний вік | Працездатний вік | Постпрацездатний вік |
| -------- | ------- | ------------------ | ---------------- | -------------------- |
| Чоловіки | 179     | 39                 | 122              | 18                   |
| Жінки    | 192     | 44                 | 109              | 39                   |
| Разом    | 371     | 83                 | 231              | 57                   |